# 12 Prüfungen für Asterix
12 Prüfungen für Asterix (französischer Originaltitel: Les Douze Travaux d'Astérix, wörtlich ‚Die zwölf Arbeiten des Asterix‘) ist eine Sonderveröffentlichung der Asterix-Reihe. Sie kam 1977 auf Französisch zum ersten Mal auf den Markt und basiert auf dem Film Asterix erobert Rom. 1979 erschien die deutsche Ausgabe. Sie wurde nur sehr selten gedruckt und ist nicht einmal unter den Fans weit bekannt. Die Filmgeschichte stammt von Pierre Tchernia, René Goscinny und Albert Uderzo, dessen Bruder Marcel Uderzo das Album gezeichnet hat.

## Handlung
Weil die römischen Legionäre erneut von dem gallischen Dorf, in dem Asterix lebt, geschlagen wurden, glauben sie, dass die Dorfbewohner Götter sein könnten. Also stellt der Feldherr Julius Caesar den Galliern zwölf Aufgaben, welche mutmaßlich nur Götter würden lösen können, um zu beweisen, dass die Gallier sterblich sind. Falls die Gallier erfolgreich sein sollten, würde sich Caesar geschlagen geben und die Gallier über das Römische Reich herrschen lassen. Allerdings sollen sie versklavt werden, sofern sie scheitern. Die Herausforderung wird angenommen, und natürlich sind Asterix und Obelix auserwählt worden, um das Dorf zu vertreten. In Begleitung des Römers Gaius Pupus meistern sie letztlich die Aufgaben, und Caesar gesteht tatsächlich die Überlegenheit der Gallier ein.

## Geschichte des Stoffs
Die zwölf Aufgaben sind an die zwölf Prüfungen des Herakles angelehnt.

## Veröffentlichung
Die einzige legale deutsche Veröffentlichung erfolgte in der Zeitschrift Comixene, Ausgabe 24–29. 12 Prüfungen für Asterix wurde neben Deutsch und Englisch auch auf Niederländisch, Italienisch, Spanisch und Serbokroatisch übersetzt, wobei die deutsche und die serbokroatische Version nur in schwarz-weiß veröffentlicht wurden.
Das Album ist nur 28 Seiten lang, während die Geschichten normalerweise nach 44 Seiten enden. Die französische Ausgabe wurde nicht in Frankreich, sondern in Belgien produziert.